# 2-butanolo
Il 2-butanolo o alcol sec-butilico (leggi: alcol secondar butilico) è un composto organico di formula CH3CH(OH)CH2CH3. Questo alcol secondario è un liquido infiammabile e incolore solubile in 12 parti di acqua e completamente miscibile con solventi organici polari come eteri e alcooli.
È prodotto su larga scala, in quanto precursore del solvente industriale metiletilchetone. Il 2-butanolo è chirale e può essere ottenuto come enantiomero puro nelle due forme (R)-(−)-2-butanolo e (S)-(+)-2-butanolo. Comunemente si trova sotto forma di racemo (miscela in uguale quantità dei due enantiomeri).

(R)-(−)-2-butanolo
(S)-(+)-2-butanolo

## Sintesi
Il 2-butanolo è prodotto industrialmente per mezzo dell'idratazione dell'1-butene o del 2-butene:
L'acido solforico è il catalizzatore di questa reazione.

## Utilizzi
Solo una piccola parte di 2-butanolo è usato come solvente, la maggior parte è trasformato in butanone ("MEK") importante solvente industriale, presente in molti prodotti per la casa e utilizzato come diluente per vernici. Gli esteri volatili del 2-butanolo hanno invece aromi caratteristici e trovano impiego, utilizzati in piccola quantità, come ingredienti di profumi e aromi artificiali.
Viene determinato mediante gas-cromatografia ed utilizzato come indice di genuinità nei distillati (per i quali deve essere ≤ 6 mg/l) per rilevare tagli di vini con feccia o vinaccia battericamente alterati.
Il 2-butanolo è assente nelle vinacce fresche. La sua presenza aumenta con il tempo e indica l'alterazione delle materie prime ad opera di batteri del genere Lactobacillus. Per prevenire la formazione di alti livelli di 2-butanolo, come ad esempio nel caso di vinacce che rimangono conservate in condizioni non ottimali per lungo tempo quando non riescono ad essere smaltite, le vinacce vergini devono essere insilate, immagazzinate e acidificate per inibire l'azione batterica.